# 14 de maig
El 14 de maig és el cent trenta-quatrè dia de l'any del calendari gregorià i el cent trenta-cinquè en els anys de traspàs. Queden 231 dies per a finalitzar l'any.

## Esdeveniments
Països Catalans
- 1640 - Santa Coloma de Farners (la Selva): les tropes de Felip IV destrueixen la vila (Guerra dels Segadors).
- 1861 - Cau un meteorit a Canyelles.[1]
- 1892 - Barcelona: Estrena de L'ànima morta, d'Àngel Guimerà, al teatre Novetats.[2]
- 1924 - Barcelona: S'inaugura el monument a Mossèn Jacint Verdaguer.[3]
- 2018 - El Parlament de Catalunya investeix Joaquim Torra i Pla com a 131è president de la Generalitat de Catalunya.

Resta del món
- 1264 - Lewes (Anglaterra): S'hi esdevé la batalla de Lewes.
- 1509 - Agnadello (Itàlia): S'hi esdevé la batalla d'Agnadello.
- 1607 - Colònia de Virgínia, Regne d'Anglaterra: Fundació de Jamestown, primer assentament britànic permanent a Amèrica[4]
- 1763 - Bolonya: S'inaugura el Teatro Comunale amb l'òpera Il trionfo di Clelia, de Gluck.[5]
- 1836 - Velasco (Texas): el president de Mèxic Antonio López de Santa Anna, que havia estat presoner pels texans, firma el Tractat de Velasco que reconeix la independència de Texas i fixa el límit entre els dos estats al Rio Bravo. Tot i que l'exèrcit mexicà es va retirar, el govern mexicà no va reconèixer el tractat al·legant que Santa Anna no tenia capacitat per signar-lo i van continuar amb la guerra d'independència de Texas.
- 1948 - Tel-Aviv (Israel): es proclama la independència de l'estat d'Israel, el dia que expirava el mandat britànic sobre Palestina, en el territori atorgat pel pla de les Nacions Unides el 1947.
- 1962 - Atenes (Grècia): contrauen matrimoni els Reis d'Espanya: Joan Carles de Borbó i Sofia de Grècia.
- 2006 - Shanghai (Xina): Dani Pedrosa es proclama guanyador del G.P. de la Xina en MotoGP. És la primera victòria en aquesta categoria.
- 2017 - París (França): Emmanuel Macron és investit 25è President de la República francesa.[6]

## Naixements
Països Catalans
- 1701 - Ontinyent (la Vall d'Albaida): Onofre Peñalva Donat, compositor i músic valencià del Barroc (m. 1767?).
- 1807 - Vilafranca (l'Alt Maestrat): Marcelino Andrés y Andrés, metge i botànic (m. 1852).[7]
- 1848 - Barcelona: Mercè Abella, actriu catalana de l'últim terç del segle XIX (m. 1924).
- 1850 - Sant Julià d'Altura: Miquel Ustrell i Serrabogunyà, propietari rural català.
- 1853 - Barcelona: Claudi López i Bru, segon Marquès de Comillas i Gran d'Espanya, empresari i filantropcatalà.(m. 1925).[8]
- 1883 - València: Teresa Idel, cantant de sarsuela i actriu valenciana (m. 1969).[9]
- 1907 - Borriana, Plana Baixa: Vicent Enrique i Tarancón, cardenal valencià.
- 1914 - Pineda de Mar (Maresme): Joaquim Soms i Jané, compositor de sardanes català (m. 2012).[10]
- 1918 - la Font de la Figuera, València: Raquel Payà, pedagoga valenciana (m.1972).[11]
- 1925 - València: Maria Beneyto Cuñat, poeta valenciana (m. 2011).[12]
- 1950 - Birmingham: Valerie Powles, mestra i activista veïnal anglesa instal·lada al Poble-sec de Barcelona (m. 2011).[13]
- 1961 - Reus: Maria del Carme Miralles i Guasch, geògrafa i política catalana, diputada al Congrés dels Diputats en la VII Legislatura.[14]
- 1962 - L'Hospitalet de Llobregat, Barcelonès: Ferran Adrià, cuiner català.[15]
- 1967 - Barcelona (el Barcelonès): Marc Parrot, compositor i cantant català.
- 1979 - Arenys de Munt (el Maresme): Mercè Llorens, actriu catalana.

Resta del món
- 1316 - Praga (Regne de Bohèmia): Carles I de Bohèmia, Rei dels Romans (a partir de 1346), rei de Bohèmia (a partir de 1347) i emperador del Sacre Imperi Romanogermànic (a partir del 1355) (m. 1378).[16]
- 1553 - París: Margarida de Valois, princesa de França i reina de Navarra i de França.[17]
- 1666 -Torí, Ducat de Savoia: Víctor Amadeu II de Savoia, duc de Savoia (1675 - 1732), i posteriorment rei de Sicília (1713-1720) i rei de Sardenya (1720-1732).[18]
- 1701 - Hurworth-on-Tees, Comtat de Durham, Anglaterra: William Emerson, matemàtic anglès conegut pels seus llibres de text (m. 1782).
- 1752 - Celle, Albert Thaer, agrònom alemany.
- 1771 - Newtown, Powys (Gal·les): Robert Owen, socialista utòpic, considerat com el pare del cooperativisme i de l'Owenisme (m. 1858).[19]
- 1824 - Corfú, Grècia: Elena D'Angri, cantant operística grega, que visqué a Barcelona.[20]
- 1832 - Königsberg, Prússia: Rudolf Lipschitz, matemàtic alemany (m. 1903).
- 1863 - Hamilton, Ontario: John Charles Fields, matemàtic canadenc.
- 1895 - Nova Zagora, Bulgària: Rachel Bespaloff, escriptora i filòsofa, nacionalitzada americana, de llengua francesa (m. 1949).[21]
- 1899 - Krefeld: Charlotte Auerbach, genetista alemanya jueva que va contribuir a la fundació de la mutagènesi (m. 1994).[22][23]
- 1902 - Riga: Lūcija Garūta, compositora i pianista de procedència letona (m. 1977).[24]
- 1918 - Teddington, Gran Bretanya: June Duprez, actriu anglesa.
- 1922 - Veliko Trgovišće: Franjo Tuđman, polític i militar croat,va ser el primer president de Croàcia durant els anys 1990 (m. 1999).[25]
- 1933 - Madrid: María Moreno Blasco, pintora espanyola realista  (m. 2020).[26]
- 1935 - Sevilla: Enriqueta Vila Vilar, historiadora americanista i professora investigadora espanyola.[27]
- 1936 - Roma: Franca Bettoia, actriu italiana.[28]
- 1943:
  - Aizarnazábal, Guipúzcoa: José Manuel Ibar Azpiazu, Urtain, boxejador.
  - Bishopbriggs (Escòcia): Jack Bruce, compositor, cantant i multiinstrumentista escocès.
  - l'Havana: Tania León, directora d'orquestra i compositora cubana.[29]
- 1944 - Modesto (Califòrnia, Estats Units): George Lucas, director, productor i guionista estatunidenc.
- 1945 - Kiryat Bialik (Israel): Yochanan Vollach, futbolista israelià.
- 1952
  - Chicago (Illinois, Estats Units): Robert Zemeckis, director, productor i guionista estatunidenc.
  - Dumbarton (Escòcia): David Byrne, cantant, compositor, músic, productor, artista, escriptor, actor i cineasta escocès-americà, fundador dels Talking Heads.[30]
- 1954 - Alger: Monique Canto-Sperber, filòsofa francesa.[31]
- 1971 - Nova York: Sofia Coppola, directora de cinema, guionista, productora i dissenyadora de moda estatunidenca.[32]
- 1984 - White Plains (Nova York), EUA: Mark Zuckerberg, programador informàtic i empresari, cofundador de Facebook.[33]
- 1993 - Shandong (Xina): Han Shuai (xinès: 韩帅), guionista i directora de cinema xinesa.[34]

## Necrològiques
Països Catalans
- 1464 - Cartoixa d'Escaladei (Priorat): venerable Joan Fort, monjo i autor místic (n. 1406).[35]
- 1974 - Barcelona (Barcelonès): Hipòlit Lázaro, tenor català (n. 1887).[36]
- 1978 - Barcelona (Barcelonès): Enric Ortega, cantautor, llavors membre d'Al Tall.
- 1998 - Figueresː Camil·la Lloret Altafulla, professora de música catalana (n. 1903).[37]
- 2009 - Inca: Xesca Ensenyat, escriptora i bloguera pollencina (n. 1952).[38]
- 2023 - Barcelona: Ferran Olivella i Pons, futbolista català (n. 1936).

Resta del món
- 1791 - Berlín: Francesca Lebrun, soprano i compositora alemanya (n. 1756).[39]
- 1847 - Berlín, Alemanya: Fanny Mendelssohn, compositora i pianista alemanya (n. 1805).[40]
- 1912 - Estocolm, Suècia: August Strindberg, escriptor suec (n. 1849).[41]
- 1925 - Norfolk, Anglaterra: Henry Rider Haggard, escriptor britànic (n. 1856).[42]
- 1943 - Brussel·les, Bèlgica: Henri La Fontaine, advocat belga, Premi Nobel de la Pau de l'any 1913 (n. 1854).[43]
- 1957 - Nogent-a-Marne, França: Marie Vassilieff, artista pintora i escultora russa, dissenyadora i decoradora teatral (n. 1884).[44]
- 1960 - Nova York (EUA): Lucrezia Bori, cèlebre cantant valenciana d'òpera, soprano lírica (n. 1887).[45]
- 1980 - Londres (Regne Unit): Hugh Griffith, actor britànic.
- 1987 - Nova York (EUA): Rita Hayworth, actriu i ballarina estatunidenca (n. 1918)
- 1991 - Pequín (Xina): Jiang Qing (en xinès: 江青, en pinyin: Jiāng Qīng) va ser una destacada líder comunista xinesa, nascuda en un any no ben determinat entre 1912 i 1914 a Zhucheng, província de Shandong. Va ser esposa de Mao Zedong i membre de la Banda dels Quatre.[46]
- 1995 - Randallstown, Maryland (EUA): Christian Boehmer Anfinsen, químic i bioquímic estatunidenc, Premi Nobel de Química de l'any 1972 (n. 1916).[47]
- 1998 - Los Angeles (Califòrnia, EUA): Frank Sinatra, actor i cantant estatunidenc.
- 2011 - Lund: Birgitta Trotzig, escriptora sueca, membre de l'Acadèmia Sueca des de 1993 (n. 1929).[48]
- 2015 - Las Vegas (Nevada, EUA): B.B. King, guitarrista de blues i compositor nord-americà (n. 1925).[49]
- 2021 - Tallinn, Estònia: Ester Mägi, compositora estoniana (n. 1922).[50]

## Festes i commemoracions
- Santoral: sants Maties apòstol; Fèlix i Fortunat, màrtirs; Víctor i Corona, màrtirs; Bonifaci de Tars, màrtir, i Aglaida de Roma; Isidor de Quios, màrtir, patró de Mollerussa; Erembert de Tolosa, bisbe; Ponç de Cimiez, bisbe i màrtir, i Ponç de Pradleves, màrtir; sant Mixel Garicoitz, prevere i fundador; beat Gil de Vouzela, prevere, Santa Alba, Verge de l'Alba patrona de Tàrrega.
- Festa local de Bolvir, a la comarca de la Cerdanya
- Festa local de Viliella, a la comarca de la Cerdanya
- Aplec a l'Ermita de Sant Bonifaci de Vinaixa, a la comarca de les Garrigues.[51]